# Клинч, Кэтрин
Кэтрин Клинч (англ. Catherine Clinch; родилась в 2009, Дублин, Ирландия) — ирландская актриса, прославившаяся благодаря своему дебюту — главной роли в фильме «Тихоня» (2022). Эта картина получила признание критиков в первую очередь в связи с актёрской работой Клинч. Юную актрису хвалили за то, что она передала широкий спектр эмоций, демонстрируя при этом старательную сдержанность. Клинч получила премию IFTA (ирландский эквивалент BAFTA) за лучшую женскую роль.